# Arkansas River
Der Arkansas River ist ein 2364 Kilometer langer Nebenfluss des Mississippi in den Vereinigten Staaten von Amerika.

## Verlauf
Er entspringt in der Sawatch Range der Rocky Mountains auf etwa 4260 m Höhe nahe der Kleinstadt Leadville im zentralen Colorado – rund 130 Kilometer südwestlich von Denver. Er fließt in östliche Richtung durch die Great Plains, passiert unter anderem Pueblo, Wichita, Tulsa und Little Rock, um dann schließlich an der Staatsgrenze zum US-Bundesstaat Mississippi in den gleichnamigen Fluss zu münden.

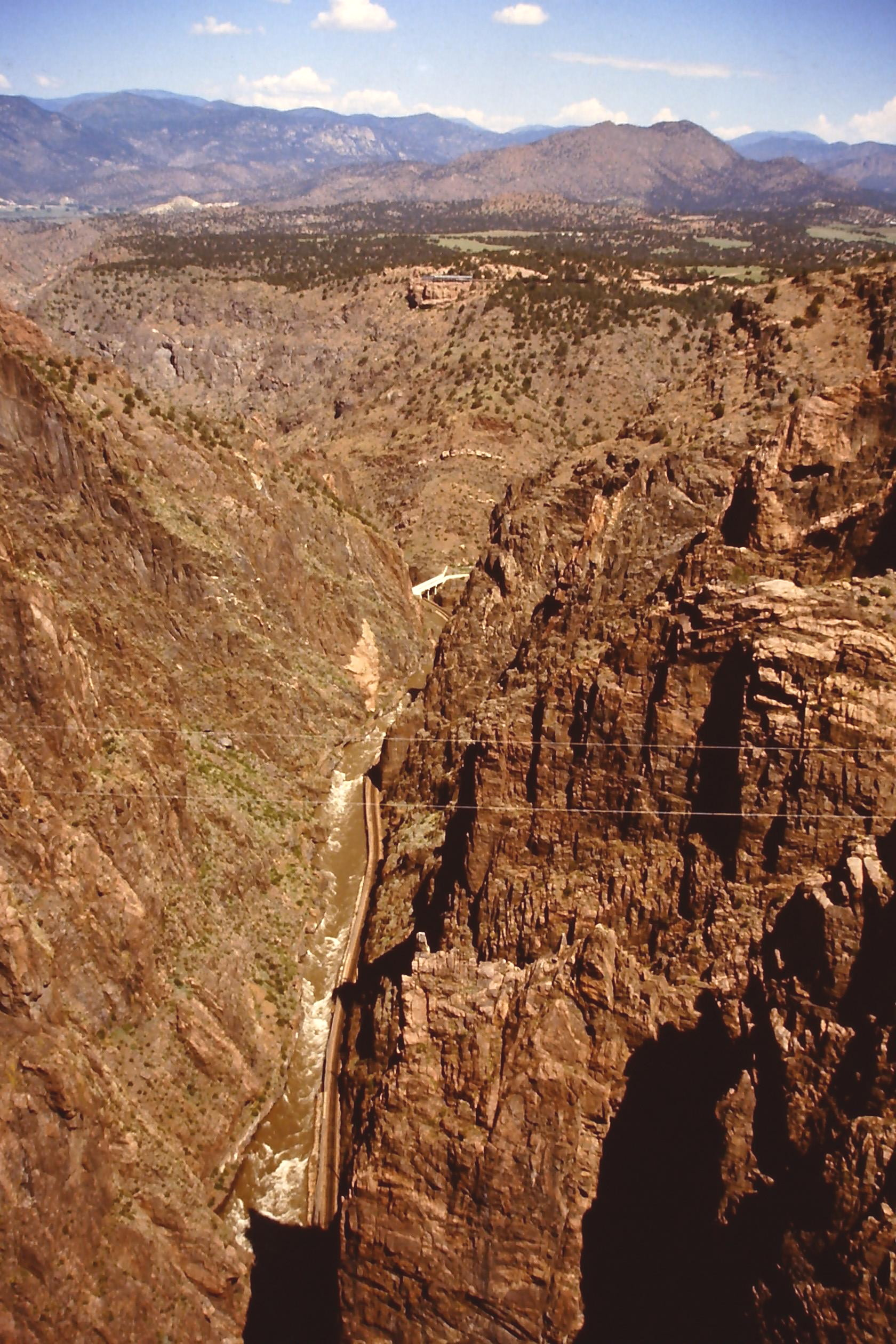
Royal Gorge

Auf dem Weg von den Rocky Mountains hinab in die Hochebenen der Great Plains entwickelt sich der Arkansas River durch felsige Flussböden und auf Grund des starken Gefälles zu einem reißenden Fluss, der viele tiefe Schluchten passiert. Eine dieser Schluchten ist westlich von Cañon City die Royal Gorge („Königliche Schlucht“) mit der Royal Gorge Bridge – der mit über 300 Metern Höhe bis 2001 höchsten Hängebrücke der Welt.
Im Osten Colorados befindet sich nahe Las Animas mit dem John Martin Reservoir die bedeutendste Talsperre des Arkansas River, die den stark unterschiedlichen Abflüssen des Flusses entgegenwirken und somit regelmäßige Überschwemmungen verhindern soll. In Kansas entwickelt sich der Arkansas River schließlich mehr und mehr zu einem ruhigen Strom. In Oklahoma, in den Tälern nahe der Stadt Tulsa, fließt ihm der Canadian River zu. Schließlich bahnt er sich durch die Bergketten Boston Mountains und Ouachita Mountains seinen Weg zum Mississippi.
Der Fluss, dessen Einzugsgebiet 435.122 Quadratkilometer umfasst, ist auf 1046 Kilometer Länge schiffbar, bis zur Mündung des Verdigris River unterhalb Tulsa. Der Verdigris River ist noch einige Kilometer bis Catoosa schiffbar, wo jener US-Binnenhafen mit der größten Meeresentfernung liegt.

## Namensvarianten
Der Fluss besitzt mehrere Bezeichnungsvarianten:
- Acansas River[3]
- Akansa River[4]
- Akansas River[3]
- Akansea River[4]
- American Nile River[3]
- Arcansa River[5]
- Arcansas River[6]
- Arcos River[3]
- Ares River[6]
- Arkansaw River[3]
- Bazine[7]
- Chinali River[6]
- Kansas River[8]
- La Riviere Des Akancas[9]
- La Zorca River[3]
- Ne Shudse[4]
- Ne Shuta River[10]
- Nigrette River[11]
- Ok-a-na-sa[12]
- Rackensack River[3]
- Red River[4]
- Rio Napeste[10]
- Rio Napestle[13]
- Riviere des Akansas[14]
- Riviere des Arcanssas[15]

## Kulturelles
Christo und Jeanne-Claude planten seit 1999, einen Teil des Flusses zwischen Canon City und Salida mit Gewebebahnen zu überspannen. Das Genehmigungsverfahren war weit fortgeschritten, die Gegner des Projektes haben aber die US-Regierung wegen der erteilten Genehmigungen verklagt, so dass das Vorhaben auf unbestimmte Zeit verschoben werden musste. Nach der Wahl von Donald Trump zum US-Präsidenten stellte Christo das Projekt aus Protest im Januar 2017 ein.